# Terebellides parvus
Terebellides parvus är en ringmaskart som beskrevs av Solis-Weiss, Fauchald och Blankensteyn 1991. Terebellides parvus ingår i släktet Terebellides och familjen Trichobranchidae. Inga underarter finns listade i Catalogue of Life.